# Rombuh
Rombuh is een bestuurslaag in het regentschap Pamekasan van de provincie Oost-Java, Indonesië. Rombuh telt 3336 inwoners (volkstelling 2010).